# Отношения для секса
Отноше́ния для се́кса (се́кс без обяза́тельств) — тип межличностных отношений между партнёрами, целью которых являются регулярные или нерегулярные сексуальные контакты. Вопрос удовлетворения остальных потребностей в этих отношениях не является ключевым.
Подобные отношения для секса следует отличать от открытых любовных отношений, так как в данном случае, глубокие эмоциональные связи между партнёрами (даже, если они есть) не являются ключевым фактором отношений. Также не следует путать такие отношения с сексом на одну ночь, так как они продолжаются в течение длительного времени. Английская трактовка этого термина (англ. casual sex) включает в себя и секс на одну ночь, и бытовую проституцию.
Такие отношения могут быть частью дружеских отношений (так называемые друзья с привилегиями, англ. friends with benefits).
В целом, чисто сексуальные отношения могут перерастать и в другие формы отношений.

## Правовой статус
Законность секса вне брака и проституции варьируется по всему миру. В некоторых странах существуют законы, которые запрещают или ограничивают случайный секс.
В некоторых исламских странах, таких как Саудовская Аравия, Пакистан, Афганистан, Иран, Кувейт, Мальдивы, Марокко, Оман, Мавритания, ОАЭ, Судан и Йемен, любая форма сексуальной активности вне брака является незаконной.